# Szugyiczky István
Szugyiczky István (Szatmárnémeti, 1941. július 9. –) erdélyi magyar színművész, szerkesztő, rendező.

## Életpálya
1971–1972-ben a Nagyváradi Állami Magyar Színház, 1972–1973-ban a Sepsiszentgyörgyi Állami Magyar Színház, 1974-től a szatmárnémeti Harag György Társulat színművésze; 2011-től a Harag György Társulat örökös tagja.
A marosvásárhelyi Szentgyörgyi István Színművészeti Intézet (ma  Művészeti Egyetem) elvégzése után  1971-ben a Sepsiszentgyörgyi Állami Magyar Színház tagja, de azonnal meghívták a Nagyváradi Állami Színházhoz egy főszerepre, majd 1974-ben Ács Alajos igazgató meghívására a Szatmárnémeti Északi Színház magyar tagozatához szerződött, amely 1993-ban vette fel az alapító társulatvezető, rendező Harag György nevét. 
Jó fizikai adottságaival, kiváló tánctudásával, remek énekhangjával, humorával és parodizáló képességével aratott sikereket. Vígjátékok, zenés darabok, operett, kabaré, pódiumest és számos színmű szereplője. De már a kezdetektől a vers, a költészet szeretete volt az, ami mindig is vonzotta. A vers és zene kapcsolata. A két műfaj egymást erősítő, egységes egészt alkotó, izgalmasan szerkesztett változatát kereste. 
Ennek a műfajnak első szépen szerkesztett, rendezett előadását, A virágnak megtiltani nem lehet c. zenés vidám estjét 1990. március 15-én mutatták be, majd a következő évben Dankó Pista által megzenésített Petőfi-versekből szerkesztett és rendezett pódiumestet. 
2000-ben Páskándi Géza halálának ötödik évfordulójára, felkérésre az író, költő, drámaíró verseiből állított össze és rendezett művészestet. Egyik legkedvesebb szerzőjének, Márai Sándornak műveiből két irodalmi összeállítást is szerkesztett. 
A második világháború lelki lenyomata a Ha a sakál énekel, a pacsirta üvölt című irodalmi összeállítás volt, melyet a Szatmárnémeti Római Katolikus Püspökség Aranytermében mutattak be.  
Radnóti Miklós, Vass Albert, Kafka Margit és ismét Páskándi Géza műveiből készült művészestekkel lepte meg közönségét. Előadásainak természetesen szerves része a zene, amelyet szintén nagyon igényesen szerkesztett. 
Irodalmi estjeinek meghívott előadói neves, a szakma által ismert és elismert művészek: többek között Elekes Emma, Kovács Éva, Bogdán Zsolt, Ács Alajos, Sebestyén Aba, Boér Ferenc, Bács Ferenc, Ferenczi Csongor, Csutak Réka, Csikos Sándor, Nagy Csongor Zsolt, Rappert-Vencz Stella, Rappert-Vencz Gábor, Moldován Blanka, Frumen Gergő, Fátyol Rudolf hegedűművész és kamarazenekara, valamint Lohinszky Lóránd, aki egy munka CD-felvételen feledhetetlenül tolmácsolta Márai Sándor vallomásait életről, halálról és az elmúlásról.
Szatmárnémetiben felléptek a Római Katolikus Püspökség Aranytermében, a Római Katolikus Székesegyházban, a Kültelki Református templomban, a Láncos templomban, a Németi templomban, a az Ács Alajos Stúdióteremben, amely az ő kezdeményezésére vette fel a színművész, alapító tag nevét.
De Szatmárnémetin kívül is számtalan városban bemutatkoztak, például Kolozsvár, Nagyvárad, Nagybánya, Nagykároly, Beszterce, Zilah, Marosvásárhely, Szászrégen, Udvarhely, Csíkszereda, Sepsiszentgyörgy, Bukarest, Gyergyószentmiklós, Barót.
A határon túli fellépéseket sorolva Csengertől Budapestig és még számtalan játszóhelyen és templomban: Mátészalka, Debrecen, Szolnok, Gödöllő, Leányfalu, Zsámbék, majd Budapesten a Radnóti, a Thália, a FILC-Fischer Iván lakásszínházában és a PIM-ben (Petőfi Irodalmi Múzeum). 
A Magyar Művészeti Akadémia meghívására két esttel is bemutatkozhattak a budapesti Vigadó Sinkovits Imre termében: egy Dsida Jenőt: a " ...nyílt sebe vagyok a szíven szúrt világnak" és egy Ady Endrét megidéző: a "...függök ezen a zord élet-párkányon" című nagysikerű pódium esetekkel. 
Az előadások szereplői: Bogdán Zsolt, Kovács Éva és Csutak Réka színművészek.

## Színpadi szerepek
- DON JUAN – Radu Stanca: Don Juan
- JACOB ENGSTRANG – Ibsen: Kísértetek
- FERENC JÓZSEF – Ilyés Gyula: Különc
- SINCLAIR – Heller: Megbombáztuk New Hawent
- NAPBARNÍTOTT ÚR – Karácsony Benő: Rút kiskacsa
- FIK – Miller: Bűnbeesés után
- I. FÉRFI – Kocsis István: Magellán
- JÁNOS ÚR – Móricz: Légy jó mindhalálig
- DAN – Paul Joachim: Nem vagyunk angyalok
- MAGHIRAN – Hercz-Kisfalussy: Jó reggelt szerelem
- WILSON – Hecht: A nap szenzációja
- KRISZTIAN – Molnár Ferenc: Egy, kettő, három
- TISZT – Makszim Gorkij: Éjjeli menedékhely
- CSOBAI KOMA – Móricz Zsigmond: Sári bíró
- PÉTER – Raffai: Vasderes
- GRIG – Tudor Popescu: A fiú aki virágot hord
- DON ANTONIO – Molina de Tirso: A zöldnadrágos lovag
- CSATÓ – Molnár Ferenc: Doktor úr
- EZREDES – Karácsony Benő: Sohasem késő
- IFJ. SWARCZ – Szigligeti: Liliomfi
- HÁZMESTER – Fejes Endre: Jó estét nyár, jó estét szerelem
- DELEANU – Aurel Baranga: Arcok és álarcok
- MASHAM – Scribe: Egy pohár víz
- GYANUSÍTOTT – Ion Brad: Kihallgatás a konzulnál
- SZARVASBIKA – Fodor Sándor: Csipike
- LOMBROSO – Solomon D.: Fogócska
- LÓDARÁZS – Fodor Sándor: Csipike és Tipetupa
- CHARENCE – Thomas Robert: A papagáj és a zsaru
- LUKÁCS – Vaszary: Bubus
- ÖREG ÚR – Molnár Ferenc: Úri divat
- PITVARMESTER – Romhányi: Hamupipőke
- SAPIRO – Zágon Eisemann: Fekete Péter
- VULCANUS – Csukás-Bergendi: Mesélj, Münchausen
- JÁNOS – Zerkovitz: Csókos asszony
- TIBÁD ÚR – Tamási Áron: Csalóka szivárvány
- KESZEG – Kacsóh Pongrác: János vitéz
- KÍSÉRŐ – Schiller: Ármány és szerelem
- HITELEZŐ – Huszka-Darvas: Lili bárónő
- MAJOMKIRÁLY – Baum-Schwajda-Tamási Zdenkó: Óz, a nagy varázsló
- VÁNDOR – Shakespeare: Lear király
- KESZEG – Kacsóh Pongrác : János vitéz
- PHILOSZTRAT – Shakespeare: Szentivánéji álom
- LÁNGHY – Jókai Mór: A kőszívű ember fiai
- ORSINI – Schaffer: Amadeus
- DR. WOLF – Molnár Ferenc: Egy, kettő, három

## Pódiumestek
- Az estcsillag – Eminescu-emlékest, r. Boér Ferenc
- Szétosztom minden örömöm – kedvenc versek, r. Kovács Ferenc
- Nyári rapszódiák – zenés műsor, r. Raicu Mihai
- Őszi rapszódiák – zenés műsor, r. Raicu Mihai
- Az ének öröm – háborúellenes költészet, r. Parászka Miklós
- Tíz ballada – Arany-balladák, r. Parászka Miklós
- Népem, te szent, te kárhozott, te drága – Dsida Jenő-est, r. Tóth Pál Miklós

## Rendezések, szerkesztések
- Az a sárga liliom – zenés vidám est – 1990
- A virágnak megtiltani nem lehet – Petőfi–Dankó Pista-est – 1993
- Önarckép ujjlenyomatból – Páskándi Géza-versest – 2000
- Az isten óriás köd-tenyerében – Kaffka Margit-emlékest – 2001
- Egy percre nálam van a szeretet – Márai Sándor-emlékest – 2002
- Lelkemben tiszta ég ragyog – Wass Albert-emlékest – 2003
- Bakony erdőn hull a levél, fúj a szél – kuruc költészet – 2004
- Ha a sakál énekel, a pacsirta üvölt – háborús költészet – 2005
- És elmúlok én ki megtörténtem – Márai naplóiból – 2008
- Hazámban száműzötten – Radnóti Miklós-est – 2009
- Szavak szeretőjének szült anyánk – Páskándi Géza-est – 2010
- Mit is akartam – Reményik Sándor-est – 2010
- Isten önnel… – Polcz Alaine: nem trappolok tovább c. művéből – 2011
- Nyílt sebe vagyok a szíven szúrt világnak – Dsida Jenő-pódiumest – 2012
- ... Függök ezen a zord életpárkányon... Ady Endre-pódiumest – 2014
- ... Szavak szeretőjének szült anyánk... Páskándi Géza-pódiumest – 2016
- ... Az isten óriás ködtenyerében... Kaffka Margit-pódiumest – 2017
- ... Én fáradt vagyok Európától... Márai Sándor-pódiumest – 2019
- "...majd és mindig csak találkozhatunk..." Páskándi Géza és Müller Frigyes levelei- pódiumest - 2023

## Díjak
2011-ben a Harag György Társulat Örökös Tagjává választották.